# Jean-Paul van Poppel
Jean-Paul van Poppel (Tilburg, 30 de setembre de 1962) és un ex-ciclista neerlandès, que fou professional entre 1985 i 1995. Durant la seva carrera aconseguí prop de 100 victòries.
Excel·lent esprínter, guanyà etapes a les tres Grans Voltes: nou al Tour de França, nou a la Volta a Espanya i quatre al Giro d'Itàlia. Al Tour de França de 1987 guanyà el mallot verd de la classificació per punts. El 1984 va prendre part en els Jocs Olímpics d'Estiu de Los Angeles.
En retirar-se del ciclisme passà a exercir tasques de director esportiu en diferents equips professionals tant femenins com masculins.
Els seus fills, Boy i Danny, també són ciclistes professionals.

## Palmarès
- 1983
  - Vencedor d'una etapa del Tour de Loir i Cher
- 1984
  - Vencedor d'una etapa del Tour de Loir i Cher
  - 1r a l'Omloop der Kempen
- 1985
  - Vencedor d'una etapa de la Volta a Dinamarca
  - Vencedor d'una etapa de la Volta a Bèlgica
  - Vencedor d'una etapa del Tour de l'Oise
  - Vencedor d'una etapa del Tour de l'Avenir
- 1986
  - 1r al Scheldeprijs
  - Vencedor de 2 etapes del Giro d'Itàlia
  - Vencedor d'una etapa de la Volta a Dinamarca
  - Vencedor d'una etapa de la Volta als Països Baixos
  - Vencedor d'una etapa de la Tirrena-Adriàtica
- 1987
  - 1r a la Ronde van Midden-Zeeland
  - Vencedor de 2 etapes del Tour de França i  1r de la classificació per punts
  - Vencedor de 3 etapes de la Volta a Suècia
  - Vencedor de 2 etapes dels Quatre dies de Dunkerque
  - Vencedor d'una etapa de la Volta a Aragó
  - Vencedor d'una etapa de la Volta a Dinamarca
  - Vencedor d'una etapa de la Volta als Països Baixos
- 1988
  - 1r al Scheldeprijs
  - Vencedor de 4 etapes del Tour de França
  - Vencedor de 3 etapes del Herald Sun Tour
  - Vencedor d'una etapa de la Volta a Suècia
  - Vencedor d'una etapa del Tour de l'Oise
- 1989
  - 1r a la Veenendaal-Veenendaal
  - 1r a De Drie Zustersteden
  - Vencedor de 2 etapes del Giro d'Itàlia
  - Vencedor de 2 etapes de la Volta als Països Baixos
  - Vencedor d'una etapa de la Volta a Catalunya
  - Vencedor d'una etapa dels Quatre dies de Dunkerque
- 1990
  - Vencedor de 2 etapes dels Quatre dies de Dunkerque
- 1991
  - Vencedor de 4 etapes de la Volta a Espanya
  - Vencedor de 3 etapes de la Volta a Aragó
  - Vencedor d'una etapa del Tour de França
  - Vencedor d'una etapa de la Dauphiné Libéré
  - Vencedor d'una etapa de la París-Niça
- 1992
  - 1r a l'Acht van Chaam
  - Vencedor de 2 etapes de la Volta a Espanya
  - Vencedor d'una etapa del Tour de França
  - Vencedor de 2 etapes de la Volta a Múrcia
  - Vencedor d'una etapa del Tour del Mediterrani
- 1993
  - Vencedor de 2 etapes de la Volta a Espanya
  - Vencedor de 2 etapes de l'Étoile de Bessèges
  - Vencedor d'una etapa de la Volta a Catalunya
  - Vencedor d'una etapa de la Volta a Múrcia
  - Vencedor d'una etapa de la Volta a Aragó
  - Vencedor d'una etapa de la Ruta del Sud
- 1994
  - 1r a l'Étoile de Bessèges i vencedor d'una etapa
  - Vencedor d'una etapa de la Volta a Espanya
  - Vencedor d'una etapa del Tour de França
  - Vencedor d'una etapa del Midi Libre

### Resultats al Tour de França
- 1987. 130è de la classificació general. Vencedor de 2 etapes.  1r de la classificació per punts
- 1988. 138è de la classificació general. Vencedor de 4 etapes
- 1989. Abandona (10a etapa)
- 1990. 146è de la classificació general
- 1991. Abandona (10a etapa). Vencedor d'una etapa
- 1992. 127è de la classificació general. Vencedor d'una etapa
- 1993. Abandona (10a etapa)
- 1994. Abandona (17a etapa). Vencedor d'una etapa

### Resultats al Giro d'Itàlia
- 1986. 125è de la classificació general. Vencedor de 2 etapes
- 1989. 132è de la classificació general. Vencedor de 2 etapes
- 1990. 154è de la classificació general

### Resultats a la Volta a Espanya
- 1991. 107è de la classificació general. Vencedor de 4 etapes
- 1992. 123è de la classificació general. Vencedor de 2 etapes
- 1993. 110è de la classificació general. Vencedor de 2 etapes
- 1994. 97è de la classificació general. Vencedor d'una etapa